# Strzelce Opolskie (công xã)
Gmina Strzelce Opolskie là một thành thị - nông thôn (công xã) ở Strzelce, Opole Voivodeship, ở phía tây nam Ba Lan. Khu vực hành chính của nó là thị trấn Strzelce Opolskie, nằm khoảng 31 kilômét (19 mi) về phía đông nam thủ đô Opole.
Gmina có diện tích 202,35 kilômét vuông (78,1 dặm vuông Anh), và tính đến năm 2006, tổng dân số của nó là 33.481 (trong đó dân số của Strzelce Opolskie lên tới 20.059, và dân số của vùng nông thôn của Gmina là 13.422).
Gmina gồm một phần của khu vực được bảo vệ có tên là Góra ówiętej Anny.

## Làng
Ngoài thị trấn Strzelce Opolskie, Gmina Strzelce Opolskie gồm các làng và các khu định cư của Adamowice, Banatki Duże, Banatki Nam, Błotnica Strzelecka, Breguła, Brzezina, Dołki, Doryszów, Dziewkowice, Farska Kolonia, Grodzisko, Jędrynie, Kadłub, Kadłubski Piec, Kalinowice, Kasztal, Ligota Dolna, Ligota Gorna, Mokre Lany, Niwki, Nowa Wies, Osiek, Płużnica Wielka, Rozmierka, Rozmierz, Rożniątów, Sucha, Suche Lany, Szczepanek, Szymiszów và Warmątowice.

## Gmina lân cận
Gmina Strzelce Opolskie được bao quanh bởi các Gmina của Gogolin, Izbicko, Jemielnica, Kolonowskie, Leśnica, Ozimek, Toszek, Ujazd, Wielowieś và Zdzieszowice.

## Hình ảnh

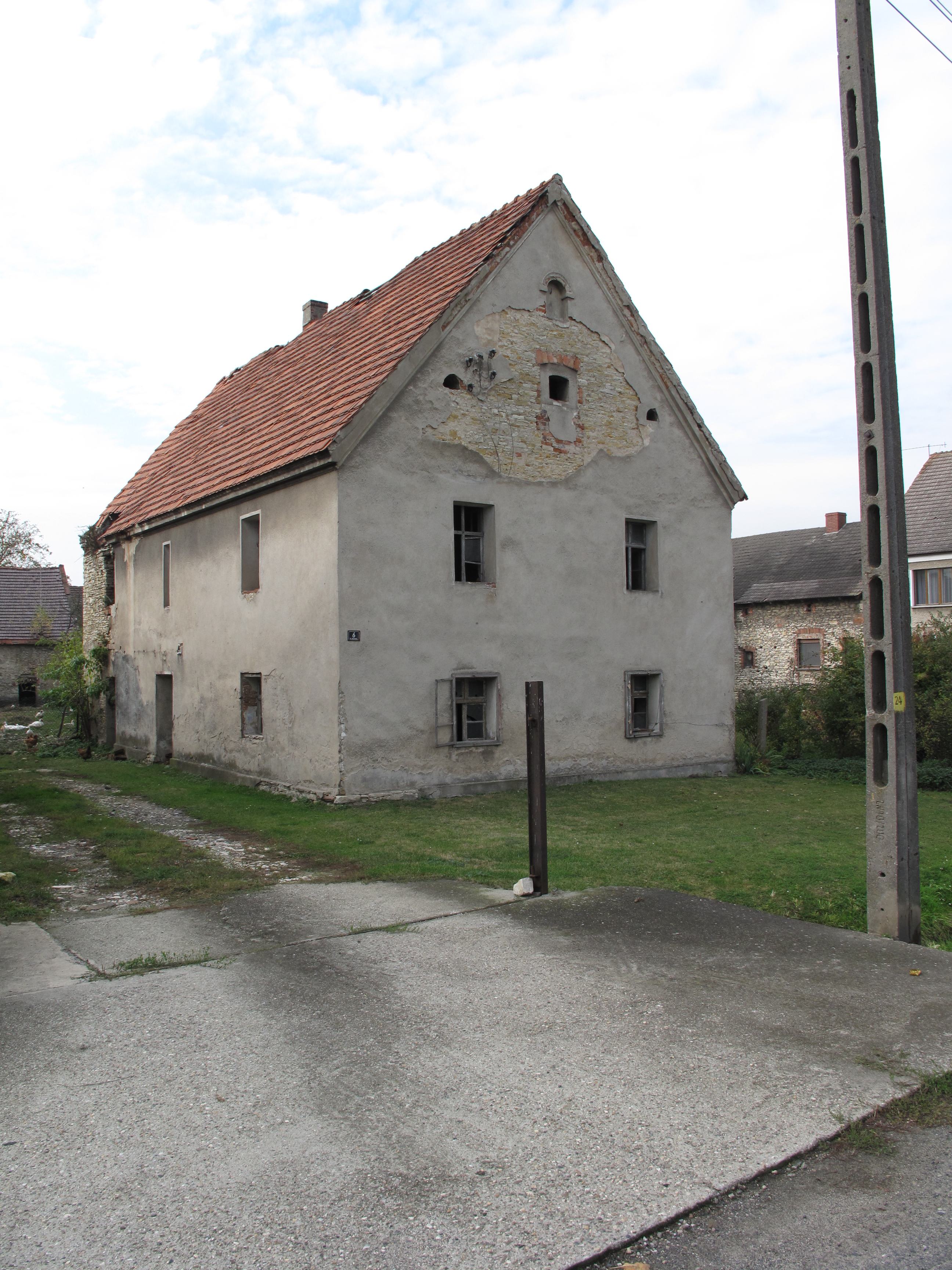
Ngôi nhà ở Niwki
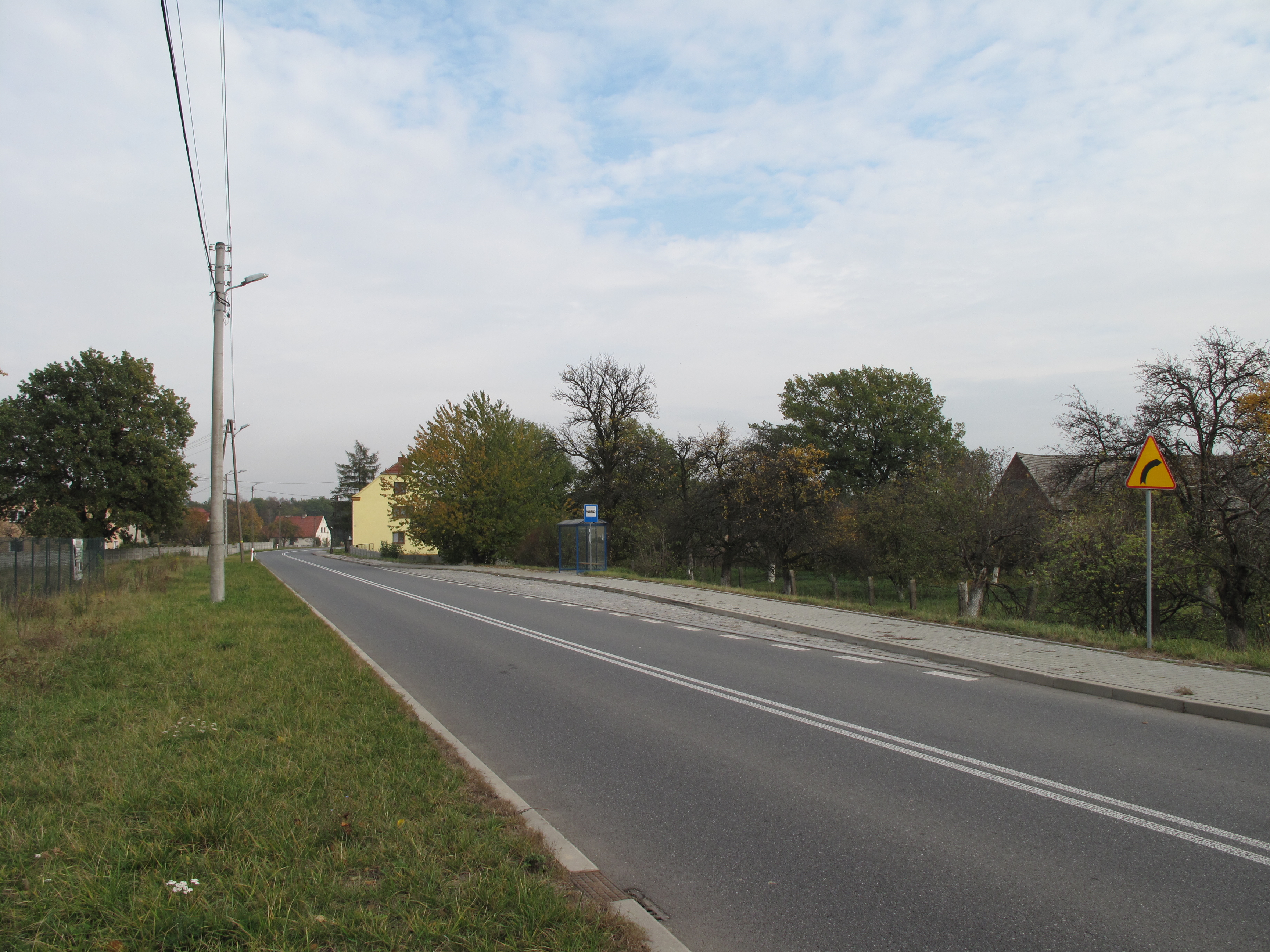
Đường ở Niwki
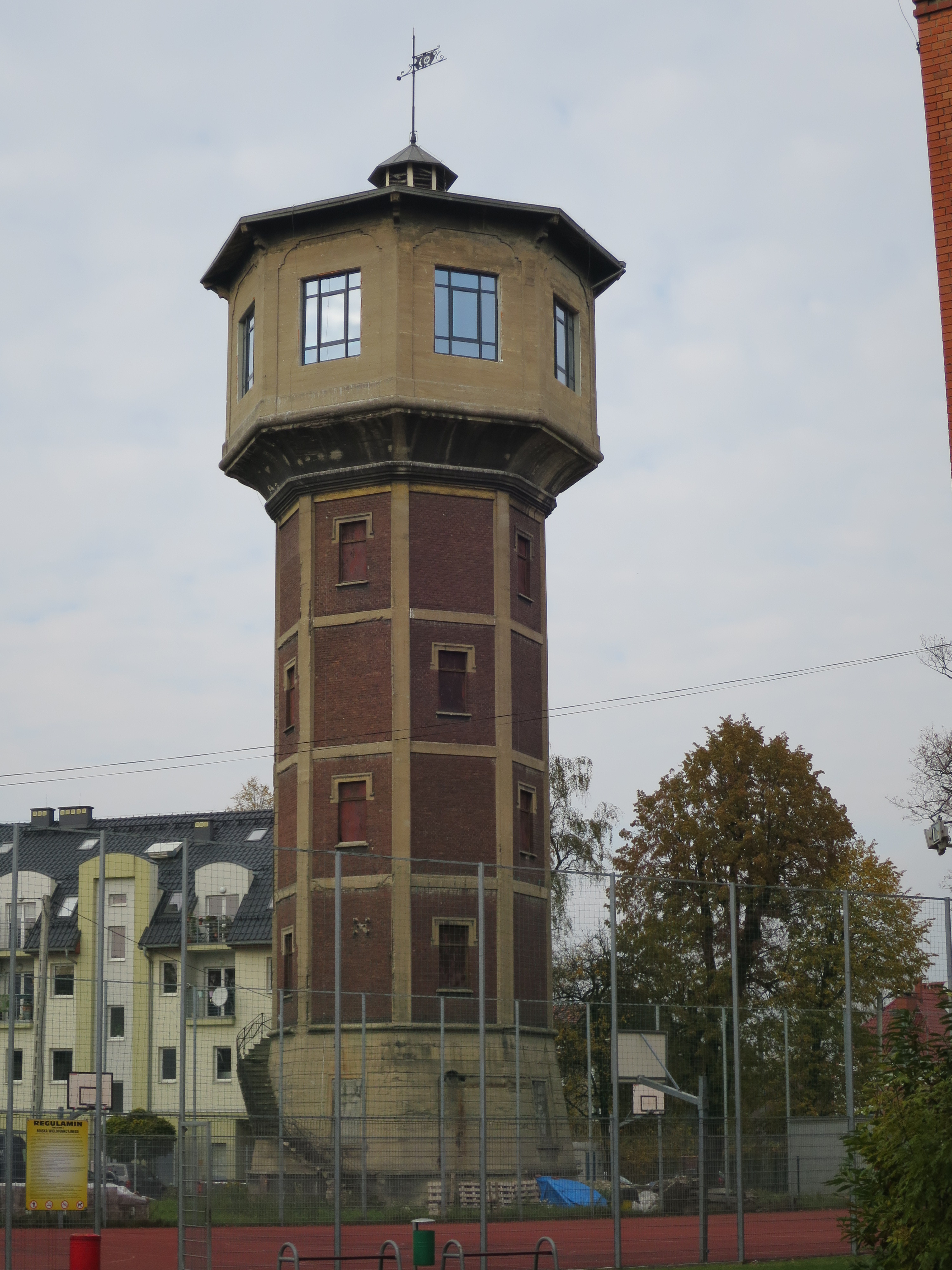
Tháp ở Strzelce Opolskie